# الحكومة العراقية (1968-1979)
بعد الإطاحة بالرئيس عبد الرحمن عارف في ثورة 17 تموز 1968، شغل أحمد حسن البكر منصب رئيس الجمهورية العراقية، وعين عبد الرزاق النايف رئيسا للوزراء، لكن وزارته استمرت أقل من أسبوعين، حيث أطيح بها إثر حركة 30 تموز 1968.
بسبب تحويل النظام إلى نظام رئاسي، شغل الرئيس أحمد حسن البكر منصب رئيس الوزراء اعتبارا من 30 تموز 1968 حتى مغادرته لمنصب الرئيس في 16 تموز 1979. خلفه صدام حسين في منصبي رئاسة الجهورية ورئاسة الوزراء.
إن مما يلفت النظر في فترة حكم الرئيس أحمد حسن البكر والتي امتدت من 17 تموز 1968 إلى 16 تموز 1979، أن الوزارات التي تشكلت لم تتغير بشكل جذري وكان ما يجري أشبه بالتعديل الوزاري.
- ملاحظة: إن تواريخ استلام المناصب أو مغادرتها غير مؤكدة في هذه القوائم.

## قائمة الوزراء للفترة 30 تموز 1968–31 كانون الأول 1969
| الوزارة                          | الوزير                     | الملاحظات |
| -------------------------------- | -------------------------- | --- |
| رئيس الوزراء                     | أحمد حسن البكر             | رئيس الجمهورية |
| نائب رئيس الوزراء ووزير الدفاع   | حردان عبد الغفار التكريتي  | - |
| نائب رئيس الوزراء ووزير الداخلية | صالح مهدي عماش             | مستمر في منصبه الذي شغله في حكومة عبد الرزاق النايف |
| وزير الخارجية                    | عبد الكريم الشيخلي         | - |
| وزير المالية                     | أمين عبد الكريم            | - |
| وزير العدل                       | مهدي صالح الدولعي          | - |
| وزير التربية                     | أحمد عبد الستار الجواري    | مستمر في منصبه الذي شغله في حكومة عبد الرزاق النايف |
| وزير العمل والشؤون الاجتماعية    | أنور عبد القادر الحديثي    | مستمر في منصبه الذي شغله في حكومة عبد الرزاق النايف |
| وزير الصحة                       | عزت مصطفى                  | مستمر في منصبه الذي شغله في حكومة عبد الرزاق النايف |
| وزير الثقافة                     | عبد الله سلوم السامرائي    | - |
| وزير المواصلات                   | محمود شيت خطاب             | مستمر في منصبه الذي شغله في حكومة عبد الرزاق النايف |
| وزير الزراعة                     | عبد الحسين العطية          | - |
| وزير الإصلاح الزراعي             | جاسم كاظم العزاوي          | - |
| وزير الأشغال العامة والإسكان     | إحسان شيرزاد               | مستمر في منصبه الذي شغله في حكومة عبد الرزاق النايف، كما شغل منصب وزير البلديات والأشغال العامة خلال فترة رئاسة عبد الرحمن عارف في حكومته التي ترأسها بنفسه ووزارة طاهر يحيى الرابعة |
| وزير التخطيط                     | جواد هاشم                  | - |
| وزير الاقتصاد                    | فخري قدوري                 | - |
| وزير الصناعة                     | خالد مكي الهاشمي           | مستمر في منصبه الذي شغله في حكومة عبد الرزاق النايف |
| وزير النفط والثروة المعدنية      | رشيد الرفاعي               | شغل منصب وزير الدولة لشؤون رئاسة الجمهورية في حكومة عبد الرزاق النايف |
| وزير الشؤون البلدية والقروية     | غائب مولود مخلص            | مستمر في منصبه الذي شغله في حكومة عبد الرزاق النايف |
| وزير الشباب                      | شفيق الكمالي               | - |
| وزير الدولة للشؤون الكردية       | محسن دزه ئي                | - |
| وزير الوحدة                      | عبد الله سلمان الخضير      | وكذلك وزير إعمار الشمال بالوكالة |
| وزير دولة                        | طه محيي الدين معروف        | - |
| وزير دولة                        | عدنان أيوب صبري محمد العزي | - |
| وزير دولة                        | حامد الجبوري               | وزير الدولة لشؤون رئاسة الجمهورية |
| وزير دولة                        | حمد دلي أحمد الكربولي      | وزير الدولة لشؤون الأوقاف |

## قائمة الوزراء للفترة 31 كانون الأول 1969– 29 آذار 1970
أجريت تعديلات بسيطة على الوزارة، كما استحدثت لأول مرة وزارة التعليم العالي والبحث العلمي، كما فصلت وزارة الري عن وزارة الإصلاح الزراعي.
| الوزارة                           | الوزير                     | الملاحظات                                                                               |
| --------------------------------- | -------------------------- | --------------------------------------------------------------------------------------- |
| رئيس الوزراء                      | أحمد حسن البكر             | رئيس الجمهورية                                                                          |
| نائب رئيس الوزراء ووزير الدفاع    | حردان عبد الغفار التكريتي  | استمر في منصبه                                                                          |
| وزير الداخلية                     | صالح مهدي عماش             | استمر في منصبه                                                                          |
| وزير الخارجية                     | عبد الكريم الشيخلي         | استمر في منصبه                                                                          |
| وزير المالية                      | أمين عبد الكريم            | استمر في منصبه                                                                          |
| وزير العدل                        | عزيز شريف                  | خلفا لمهدي الدولعي                                                                      |
| وزير التربية                      | سعد عبد الباقي الراوي      | خلفا لأحمد عبد الستار الجواري                                                           |
| وزير التعليم العالي والبحث العلمي | سعاد خليل إسماعيل          | استحدثت الوزارة لأول مرة                                                                |
| وزير العمل والشؤون الاجتماعية     | أنور عبد القادر الحديثي    | مستمر في منصبه                                                                          |
| وزير الصحة                        | عزت مصطفى                  | مستمر في منصبه                                                                          |
| وزير الثقافة والإعلام             | حامد علوان الجبوري         | خلفا لعبد الله سلوم السامرائي                                                           |
| وزير النقل والمواصلات             | عدنان أيوب صبري محمد العزي | خلفا لمحمود شيت خطاب                                                                    |
| وزير الزراعة                      | مولود كامل العبد           | خلفا لعبد الحسين عطية، استمر في المنصب حتى 7 آذار 1970، شغل المنصب بعدها صلاح عمر العلي |
| وزير الإصلاح الزراعي              | عزة إبراهيم                | خلفا لجاسم كاظم العزاوي                                                                 |
| وزير الري                         | طه إبراهيم العبد الله      | استحدث المنصب بعد فصل وزارة الري عن وزارة الإصلاح الزراعي                               |
| وزير الأشغال العامة والإسكان      | طه محيي الدين معروف        | خلفا إحسان شيرزاد                                                                       |
| وزير التخطيط                      | جواد هاشم                  | مستمر في منصبه                                                                          |
| وزير الاقتصاد                     | فخري قدوري                 | مستمر في منصبه                                                                          |
| وزير الصناعة                      | خالد مكي الهاشمي           | مستمر في منصبه                                                                          |
| وزير النفط والثروة المعدنية       | سعدون حمادي                | خلفا لرشيد الرفاعي                                                                      |
| وزير الشؤون البلدية والقروية      | غائب مولود مخلص            | مستمر في منصبه                                                                          |
| وزير الشباب                       | شفيق الكمالي               | مستمر في منصبه                                                                          |
| وزير الوحدة                       | عبد الله سلمان الخضير      | مستمر في منصبه، وكذلك مستمر بمنصب وزير إعمار الشمال بالوكالة                            |
| وزير دولة                         | رشيد الرفاعي               | كان يشغل منصب وزير النفط والثروة المعدنية                                               |
| وزير دولة                         | طه محيي الدين معروف        | شغل قبلها منصب وزير دولة                                                                |
| وزير دولة                         | عبد الله سلوم السامرائي    | شغل قبلها منصب وزير الثقافة                                                             |
| وزير الدولة لشؤون رئاسة الجمهورية | أحمد عبد الستار الجواري    | شغل قبلها منصب وزير التربية                                                             |
| وزير الدولة لشؤون الأوقاف         | حمد دلي أحمد الكربولي      | مستمر في منصبه                                                                          |

## قائمة الوزراء للفترة 29 آذار 1970– 3 نيسان 1970
| الوزارة                           | الوزير                     | الملاحظات |
| --------------------------------- | -------------------------- | --- |
| رئيس الوزراء                      | أحمد حسن البكر             | رئيس الجمهورية |
| وزير الدفاع                       | حردان عبد الغفار التكريتي  | مستمر في منصبه |
| وزير الداخلية                     | صالح مهدي عماش             | مستمر في منصبه |
| وزير الخارجية                     | عبد الكريم الشيخلي         | مستمر في منصبه |
| وزير المالية                      | أمين عبد الكريم            | مستمر في منصبه |
| وزير العدل                        | عزيز شريف                  | مستمر في منصبه |
| وزير التربية                      | سعد عبد الباقي الراوي      | مستمر في منصبه |
| وزير التعليم العالي والبحث العلمي | سعاد خليل إسماعيل          | مستمرة في منصبها |
| وزير العمل والشؤون الاجتماعية     | مرتضى الحديثي              | خلفا لأنور عبد القادر الحديثي |
| وزير الصحة                        | عزت مصطفى                  | مستمر في منصبه |
| وزير الثقافة والإعلام             | صلاح عمر العلي             | خلفا لحامد علوان الجبوري |
| وزير المواصلات                    | عدنان أيوب صبري محمد العزي | كان يشغل منصب وزير النقل والمواصلات، استحدثت الوزارتين واستمر في منصب وزير المواصلات                                                                             |
| وزير النقل                        | أنور عبد القادر الحديثي    | فصلت الوزارة عن وزارة النقل والمواصلات التي كان يشغلها الوزير عدنان أيوب صبري العزي الذي صار وزيرا للمواصلات                                                     |
| وزير الزراعة                      | نافذ جلال حويزي            | خلفا لصلاح عمر العلي |
| وزير الإصلاح الزراعي              | عزة إبراهيم                | مستمر في منصبه |
| وزير الري                         | طه إبراهيم العبد الله      | مستمر في منصبه |
| وزير الأشغال العامة والإسكان      | نوري صديق شاويس            | خلفا لطه محيي الدين معروف |
| وزير التخطيط                      | جواد هاشم                  | مستمر في منصبه |
| وزير الاقتصاد                     | فخري قدوري                 | مستمر في منصبه |
| وزير الصناعة                      | طه ياسين رمضان             | خلفا لخالد مكي الهاشمي |
| وزير النفط والثروة المعدنية       | سعدون حمادي                | مستمر في منصبه |
| وزير البلديات                     | إحسان شيرزاد               | كان اسم الوزارة هو وزارة الشؤون البلدية والقروية وكان يشغلها غائب مولود مخلص، كما شغل الوزير إحسان شيرزاد منصب وزير الأشغال العامة والإسكان سابقا في هذه الحكومة |
| وزير إعمار الشمال                 | سامي عبد الرحمن            | استحدث المنصب بعد أن كان يشغله عبد الله الخضير بالوكالة |
| وزير الشباب                       | حامد علوان الجبوري         | خلفا لشفيق الكمالي |
| وزير الوحدة                       | عبد الله سلمان الخضير      | مستمر في منصبه |
| وزير دولة                         | رشيد الرفاعي               | مستمر في منصبه |
| وزير دولة                         | عبد الله سلوم السامرائي    | مستمر في منصبه |
| وزير دولة                         | صالح اليوسفي               | - |
| وزير الدولة لشؤون رئاسة الجمهورية | أحمد عبد الستار الجواري    | مستمر في منصبه |
| وزير الدولة للشؤون العسكرية       | خالد مكي الهاشمي           | كان قبلها وزيرا للصناعة |
| وزير الدولة لشؤون الأوقاف         | حمد دلي أحمد الكربولي      | مستمر في منصبه |

## قائمة الوزراء للفترة 3 نيسان 1970– 15 أيار 1972
أجريت تعديلات بسيطة، فكانت الحكومة كما يلي:
| الوزارة                           | الوزير                     | الملاحظات                                                     |
| --------------------------------- | -------------------------- | ------------------------------------------------------------- |
| رئيس الوزراء                      | أحمد حسن البكر             | رئيس الجمهورية                                                |
| وزير الدفاع                       | حماد شهاب                  | شغل المنصب خلفا لحردان عبد الغفار التكريتي                    |
| وزير الداخلية                     | سعدون غيدان                | شغل المنصب خلفا لصالح مهدي عماش                               |
| وزير الخارجية                     | عبد الكريم الشيخلي         | مستمر في منصبه حتى تشرين الأول 1971، ثم مرتضى الحديثي         |
| وزير المالية                      | أمين عبد الكريم            | مستمر في منصبه                                                |
| وزير العدل                        | عزيز شريف                  | مستمر في منصبه                                                |
| وزير التربية                      | سعد عبد الباقي الراوي      | مستمر في منصبه                                                |
| وزير التعليم العالي والبحث العلمي | سعاد خليل إسماعيل          | مستمرة في منصبها                                              |
| وزير العمل والشؤون الاجتماعية     | مرتضى الحديثي              | مستمر في منصبه                                                |
| وزير الصحة                        | عزت مصطفى                  | مستمر في منصبه                                                |
| وزير الثقافة والإعلام             | صلاح عمر العلي             | مستمر في منصبه                                                |
| وزير المواصلات                    | عدنان أيوب صبري محمد العزي | مستمر في منصبه                                                |
| وزير النقل                        | أنور عبد القادر الحديثي    | مستمر في منصبه                                                |
| وزير الزراعة                      | نافذ جلال حويزي            | مستمر في منصبه                                                |
| وزير الإصلاح الزراعي              | عزة إبراهيم                | مستمر في منصبه                                                |
| وزير الري                         | طه إبراهيم العبد الله      | مستمر في منصبه                                                |
| وزير الأشغال العامة والإسكان      | نوري صديق شاويس            | مستمر في منصبه                                                |
| وزير التخطيط                      | جواد هاشم                  | مستمر في منصبه حتى كانون الثاني 1971، ثم رشيد الرفاعي         |
| وزير الاقتصاد                     | فخري قدوري                 | مستمر في منصبه                                                |
| وزير الصناعة                      | طه ياسين رمضان             | مستمر في منصبه                                                |
| وزير النفط والثروة المعدنية       | سعدون حمادي                | مستمر في منصبه                                                |
| وزير البلديات                     | إحسان شيرزاد               | مستمر في منصبه                                                |
| وزير إعمار الشمال                 | سامي عبد الرحمن            | مستمر في منصبه                                                |
| وزير الشباب                       | حامد علوان الجبوري         | مستمر في منصبه                                                |
| وزير الوحدة                       | عبد الله سلمان الخضير      | مستمر في منصبه                                                |
| وزير دولة                         | رشيد الرفاعي               | استمر في منصبه حتى شغل منصب وزير التخطيط في كانون الثاني 1971 |
| وزير دولة                         | صالح اليوسفي               | مستمر في منصبه                                                |
| وزير دولة                         | عبد الله سلوم السامرائي    | مستمر في منصبه                                                |
| وزير الدولة لشؤون رئاسة الجمهورية | أحمد عبد الستار الجواري    | مستمر في منصبه                                                |
| وزير الدولة للشؤون العسكرية       | خالد مكي الهاشمي           | مستمر في منصبه                                                |
| وزير الدولة لشؤون الأوقاف         | حمد دلي أحمد الكربولي      | مستمر في منصبه                                                |

## قائمة الوزراء للفترة 15 أيار 1972– 11 تشرين الثاني 1974
| الوزارة                           | الوزير                     | الملاحظات |
| --------------------------------- | -------------------------- | --- |
| رئيس الوزراء                      | أحمد حسن البكر             | رئيس الجمهورية |
| وزير الدفاع                       | حماد شهاب                  | قتل في 30 حزيران 1973، فشغل رشيد الرفاعي المنصب بالوكالة في تموز 1973 |
| وزير الداخلية                     | سعدون غيدان                | مستمر في منصبه |
| وزير الخارجية                     | مرتضى الحديثي              | استمر في منصبه حتى حزيران 1974، حيث عين شاذل طاقة بالمنصب، توفي شاذل طاقة في 20 تشرين الأول 1974. شغل المنصب بعده بالوكالة هشام الشاوي، حتى تعيين سعدون حمادي في 11 تشرين الثاني 1974                      |
| وزير المالية                      | أمين عبد الكريم            | مستمر في منصبه |
| وزير العدل                        | حسين محمد رضا الصافي       | شغل المنصب خلفا لعزيز شريف منذ 1 آب 1971 حتى 24 كانون الأول 1973، شغل بعده المنصب عبد الله سلمان الخضير |
| وزير التربية                      | أحمد عبد الستار الجواري    | خلفا لسعد عبد الباقي |
| وزير التعليم العالي والبحث العلمي | هشام الشاوي                | خلفا لسعاد خليل إسماعيل |
| وزير العمل والشؤون الاجتماعية     | أنور عبد القادر الحديثي    | خلفا لمرتضى سعيد الحديثي |
| وزير الصحة                        | عزت مصطفى                  | مستمر في منصبه |
| وزير الثقافة والإعلام             | حامد علوان الجبوري         | خلفا لصلاح عمر العلي |
| وزير المواصلات                    | رشيد الرفاعي               | خلفا لعدنان أيوب صبري العزي |
| وزير النقل                        | خالد مكي الهاشمي           | خلفا لأنور عبد القادر الحديثي، ثم عين نزار الطبقجلي بالوكالة في 1 تموز 1972، ثم عين نهاد فخري الخفاف في نيسان 1973.                                                                                        |
| وزير الزراعة                      | نافذ جلال حويزي            | استمر في منصبه لحين وفاته في 10 تموز 1972، فشغل وزير الإصلاح الزراعي عزة إبراهيم المنصب بالوكالة حتى دمجت الوزارتان في تشرين الثاني 1972 تحت اسم وزارة الزراعة والإصلاح الزراعي واحتفظ عزة إبراهيم بالمنصب |
| وزير الإصلاح الزراعي              | عزة إبراهيم                | دمج مع وزارة الزراعة في تشرين الثاني 1972 تحت اسم وزارة الزراعة والإصلاح الزراعي واحتفظ عزة إبراهيم بالمنصب                                                                                                |
| وزير الري                         | مكرم الطالباني             | خلفا لطه إبراهيم عبد الله |
| وزير الأشغال العامة والإسكان      | نوري صديق شاويس            | استمر في المنصب حتى آب 1973، حيث صار وزيز دولة، بينما عين محسن دزه ئي لهذه الوزارة |
| وزير التخطيط                      | جواد هاشم                  | عاد لمنصبه بعد أن شغله رشيد الرفاعي لفترة |
| وزير الاقتصاد                     | حكمت إبراهيم العزاوي       | خلفا لفخري قدوري |
| وزير الصناعة                      | طه ياسين رمضان             | مستمر في منصبه |
| وزير النفط والثروة المعدنية       | سعدون حمادي                | مستمر في منصبه |
| وزير البلديات                     | إحسان شيرزاد               | مستمر في منصبه |
| وزير إعمار الشمال                 | سامي عبد الرحمن            | استمر في منصبه حتى 27 آذار 1974 |
| وزير الشباب                       | عدنان أيوب صبري محمد العزي | خلفا لحامد الجبوري |
| وزير الوحدة                       | عبد الله سلمان الخضير      | مستمر في منصبه |
| وزير دولة                         | رشيد الرفاعي               | شغل منصب وزير التخطيط لفترة قصيرة وعاد لمنصب وزير دولة |
| وزير دولة                         | صالح اليوسفي               | مستمر في منصبه |
| وزير دولة                         | عزيز شريف                  | كان يشغل منصب وزير العدل |
| وزير دولة                         | نزار الطبقجلي              | كذلك شغل منصب وزير النقل بالوكالة للفترة من 1 تموز 1972 حتى نيسان 1973. |

## قائمة الوزراء للفترة 11 تشرين الثاني 1974– 10 أيار 1976
| الوزارة                           | الوزير                     | الملاحظات |
| --------------------------------- | -------------------------- | --- |
| رئيس الوزراء                      | أحمد حسن البكر             | رئيس الجمهورية                                                                                               |
| وزير الدفاع                       | أحمد حسن البكر             | خلفا لحماد شهاب الذي قتل في 30 حزيران 1973، ورشيد الرفاعي الذي شغل المنصب بالوكالة في تموز 1973              |
| وزير الداخلية                     | عزة إبراهيم                | خلفا لسعدون غيدان                                                                                            |
| وزير الخارجية                     | سعدون حمادي                | خلفا لشاذل طاقة الذي توفي في المنصب وهشام الشاوي الذي شغل المنصب بالوكالة                                    |
| وزير المالية                      | سعدي إبراهيم               | خلفا لأمين عبد الكريم، توفي في 8 تشرين الأول 1975                                                            |
| وزير العدل                        | منذر الشاوي                | خلفا لعبد الله سليمان الخضيري                                                                                |
| وزير التربية                      | محمد محجوب الدوري          | خلفا لأحمد عبد الستار الجواري                                                                                |
| وزير التعليم العالي والبحث العلمي | غانم عبد الجليل سعودي      | خلفا لهشام الشاوي                                                                                            |
| وزير العمل والشؤون الاجتماعية     | أنور عبد القادر الحديثي    | مستمر في المنصب                                                                                              |
| وزير الصحة                        | عزت مصطفى                  | مستمر في المنصب                                                                                              |
| وزير الإعلام                      | طارق عزيز                  | خلفا لوزير الثقافة والإعلام حامد علوان الجبوري                                                               |
| وزير المواصلات                    | سعدون غيدان                | كان يشغل منصب وزير الداخلية، شغل منصب وزير المواصلات خلفا لرشيد الرفاعي                                      |
| وزير النقل                        | عدنان أيوب صبري محمد العزي | عاد لهذا المنصب خلفا لنهاد فخري الخفاف                                                                       |
| وزير الزراعة والإصلاح الزراعي     | حسن فهمي جمعة              | خلفا لعزة إبراهيم الذي صار وزيرا للداخلية                                                                    |
| وزير الري                         | مكرم الطالباني             | مستمر في المنصب                                                                                              |
| وزير الأشغال العامة والإسكان      | رشيد الرفاعي               | خلفا لمحسن دزه ئي                                                                                            |
| وزير التخطيط                      | طه ياسين رمضان             | بالوكالة خلفا لجواد هاشم، كما كان يشغل منصب وزير الصناعة                                                     |
| وزير الاقتصاد                     | حكمت إبراهيم العزاوي       | مستمر في منصبه إلى أن ألغيت الوزارة في كانون الثاني 1976، واستحدثت وزارتي التجارة الخارجية والتجارة الداخلية |
| التجارة الخارجية                  | حكمت إبراهيم العزاوي       | استحدثت الوزارة في كانون الثاني 1976، كان حكمت إبراهيم العزاوي قبلها يشغل منصب وزارة الاقتصاد الملغية        |
| التجارة الداخلية                  | حسن علي نصار العامري       | استحدثت الوزارة في كانون الثاني 1976                                                                         |
| وزير الصناعة                      | طه ياسين رمضان             | مستمر في منصبه                                                                                               |
| وزير النفط                        | تايه عبد الكريم            | خلفا لسعدون حمادي                                                                                            |
| وزير البلديات                     | عبد الستار طاهر شريف       | خلفا لإحسان شيرزاد                                                                                           |
| وزير الشباب                       | نعيم حميد حداد             | خلفا لعدنان أيوب صبري العزي الذي شغل منصب وزير النقل                                                         |
| وزير الوحدة                       | عبد الله سلمان الخضير      | - |
| وزير دولة                         | هشام الشاوي                | عين في حزيران 1975 وزير دولة للشؤن الخارجية                                                                  |
| وزير دولة لشؤون الأوقاف           | أحمد عبد الستار الجواري    | مستمر في منصبه                                                                                               |
| وزير دولة                         | حامد الجبوري               | كان يشغل منصب وزير الثقافة والإعلام                                                                          |
| وزير دولة                         | عزيز رشيد عقراوي           | - |
| وزير دولة                         | هشام الشاوي                | كان يشغل منصب وزير التعليم العالي والبحث العلمي                                                              |
| وزير دولة                         | عبد الله سلمان الخضير      | وكذلك وزير الوحدة                                                                                            |
| وزير دولة                         | عزيز شريف                  | مستمر في منصبه                                                                                               |
| وزير دولة                         | عامر عبد الله العاني       | - |
| وزير دولة                         | عبيد الله مصطفى البارزاني  | - |

## قائمة الوزراء للفترة 10 أيار 1976– 23 كانون الثاني 1977
يمكن اعتبار الوزارة في أيار 1976 قد تشكلت من جديد، رغم أن ما يبدو أنها مجرد تعديلات وزارية.
| الوزارة                           | الوزير                       | الملاحظات                                                                               |
| --------------------------------- | ---------------------------- | --------------------------------------------------------------------------------------- |
| رئيس الوزراء                      | أحمد حسن البكر               | رئيس الجمهورية                                                                          |
| وزير الدفاع                       | أحمد حسن البكر               | استمر في منصب وزير الدفاع                                                               |
| وزير الداخلية                     | عزة إبراهيم                  | مستمر في منصبه                                                                          |
| وزير الخارجية                     | سعدون حمادي                  | مستمر في منصبه                                                                          |
| وزير المالية                      | فوزي عبد الله القيسي         | خلفا لسعدي إبراهيم الذي توفي في 8 تشرين الأول 1975                                      |
| وزير العدل                        | منذر الشاوي                  | مستمر في منصبه                                                                          |
| وزير التربية                      | محمد محجوب الدوري            | مستمر في منصبه                                                                          |
| وزير التعليم العالي والبحث العلمي | غانم عبد الجليل سعودي        | مستمر في منصبه                                                                          |
| وزير العمل والشؤون الاجتماعية     | عزت مصطفى                    | خلفا لأنور عبد القادر الحديثي                                                           |
| وزير الصحة                        | رياض إبراهيم                 | خلفا لعزت مصطفى الذي شغل منصب وزير العمل والشؤون الاجتماعية                             |
| وزير الإعلام                      | طارق عزيز                    | مستمر في منصبه                                                                          |
| وزير المواصلات                    | سعدون غيدان                  | مستمر في منصبه                                                                          |
| وزير النقل                        | عبد الستار طاهر شريف         | خلفا لعدنان أيوب صبري العزي                                                             |
| وزير الزراعة والإصلاح الزراعي     | حسن فهمي جمعة                | مستمر في منصبه                                                                          |
| وزير الري                         | مكرم الطالباني               | مستمر في منصبه                                                                          |
| وزير الأشغال العامة والإسكان      | طه ياسين رمضان               | خلفا لرشيد الرفاعي، كان يشغل منصب وزير الصناعة بالإضافة لمنصب وزير التخطيط بالوكالة     |
| وزير التخطيط                      | عدنان الحمداني               | خلفا لطه ياسين رمضان الذي شغل المنصب بالوكالة                                           |
| التجارة الخارجية                  | حكمت إبراهيم العزاوي         | مستمر في منصبه                                                                          |
| التجارة الداخلية                  | حسن علي نصار العامري         | مستمر في منصبه                                                                          |
| وزير الصناعة                      | فليح حسن جاسم                | خلفا لطه ياسين رمضان                                                                    |
| وزير النفط                        | تايه عبد الكريم              | مستمر في منصبه                                                                          |
| وزير الشؤون البلدية               | أنور عبد القادر الحديثي      | خلفا لعبد الستار طاهر شريف الذي كان يشغل منصب وزير البلديات                             |
| وزير الشباب                       | نعيم حميد حداد               | مستمر في منصبه                                                                          |
| وزير الأوقاف                      | أحمد عبد الستار الجواري      | شغل منصب وزير الأوقاف بعد استحداث الوزارة عام 1976، كان منصبه وزير الدولة لشؤون الأوقاف |
| وزير دولة                         | عزيز رشيد عقراوي             | مستمر في منصبه                                                                          |
| وزير دولة                         | عبد الله إسماعيل أحمد عقراوي | -                                                                                       |
| وزير دولة                         | عامر عبد الله العاني         | مستمر في منصبه                                                                          |
| وزير دولة                         | عبيد الله مصطفى البارزاني    | مستمر في منصبه                                                                          |

## قائمة الوزراء للفترة 23 كانون الثاني 1977– 15 تشرين الأول 1977
أبرز ما حدثت خلال هذه الفترة كانت تعديلات خلال حزيران 1977.
| الوزارة                           | الوزير                          | الملاحظات |
| --------------------------------- | ------------------------------- | --- |
| رئيس الوزراء                      | أحمد حسن البكر                  | رئيس الجمهورية |
| وزير الدفاع                       | أحمد حسن البكر                  | استمر في منصب وزير الدفاع                                                                                           |
| وزير الداخلية                     | عزة إبراهيم                     | مستمر في منصبه |
| وزير الخارجية                     | سعدون حمادي                     | مستمر في منصبه |
| وزير المالية                      | فوزي عبد الله القيسي            | مستمر في منصبه |
| وزير العدل                        | منذر الشاوي                     | مستمر في منصبه |
| وزير التربية                      | محمد محجوب الدوري               | مستمر في منصبه |
| وزير التعليم العالي والبحث العلمي | محمد صادق المشاط                | خلفا لغانم عبد الجليل                                                                                               |
| وزير العمل والشؤون الاجتماعية     | بابكر محمود رسول البشدري        | خلفا لعزت مصطفى |
| وزير الصحة                        | رياض إبراهيم                    | مستمر في منصبه |
| وزير الإعلام                      | طارق عزيز                       | مستمر في منصبه |
| وزير المواصلات                    | سعدون غيدان                     | مستمر في منصبه |
| وزير النقل                        | عبد الستار طاهر شريف            | استمر في منصبه حتى 22 حزيران 1977، حيث عين وزير الدولة عزيز رشيد عقراوي في المنصب                                   |
| وزير الزراعة والإصلاح الزراعي     | حسن فهمي جمعة                   | استمر في منصبه حتى 5 نيسان 1977، عين مكانه لطيف نصيف جاسم الدليمي                                                   |
| وزير الري                         | مكرم الطالباني                  | مستمر في منصبه |
| وزير الأشغال العامة والإسكان      | طه ياسين رمضان                  | مستمر في منصبه |
| وزير التخطيط                      | عدنان حسين الحمداني             | مستمر في منصبه |
| التجارة الخارجية                  | حسن علي نصار العامري            | خلفا لحكمت إبراهيم العزاوي بالوكالة، ثم دمجت مع وزارة التجارة الداخلية تحت اسم وزارة التجارة بداية عام 1977         |
| التجارة الداخلية                  | حسن علي نصار العامري            | دمجت مع وزارة التجارة الخارجية تحت اسم وزارة التجارة بداية عام 1977                                                 |
| وزير الصناعة                      | ناجح محمد خليل الراوي           | خلفا لفليح حسن جاسم                                                                                                 |
| وزير النفط                        | تايه عبد الكريم                 | مستمر في منصبه |
| وزير الشؤون البلدية               | عزت مصطفى                       | كان يشغل منصب وزير العمل والشؤون الاجتماعية، فخلف أنور عبد القادر الحديثي في هذا المنصب. ألغيت الوزارة في آذار 1977 |
| وزير الشباب                       | برهان الدين عبد الرحمن التكريتي | خلفا لنعيم حداد، شغل المنصب حتى 5 نيسان 1977، ثم عين كريم محمود حسين الملا                                          |
| وزير الأوقاف                      | أحمد عبد الستار الجواري         | مستمر في منصبه |
| وزير دولة                         | عزيز رشيد عقراوي                | استمر في المنصب ثم عين وزيرا للنقل في 22 حزيران 1977                                                                |
| وزير دولة                         | عبد الله إسماعيل أحمد عقراوي    | مستمر في منصبه |
| وزير دولة                         | عامر عبد الله العاني            | مستمر في منصبه |
| وزير دولة                         | عبيد الله مصطفى البارزاني       | مستمر في منصبه |
| وزير دولة                         | فليح حسن جاسم                   | شغل قبلها منصب وزير الصناعة، ثم أقيل من المنصب في آذار 1977                                                         |
| وزير دولة للشؤون الكردية          | برهان الدين عبد الرحمن التكريتي | عين في 5 نيسان 1977، شغل قبلها منصب وزير الشباب                                                                     |
| وزير دولة للشؤون الخارجية         | حامد علوان الجبوري              | شغل في فترة ماضية منصب وزير دولة وقبلها وزيرا للثقافة والإعلام                                                      |

كذلك شغل أعضاء مجلس قيادة الثورة درجة منصب وزير دولة، وهم:
- نعيم حميد حداد، وزير الشباب السابق
- غانم عبد الجليل سعودي، وزير التعليم العالي والبحث العلمي السابق
- طاهر العاني
- عبد الفتاح محمد أمين الياسين
- سعدون شاكر
- جعفر قاسم حمودي
- عبد الله فاضل عباس السامرائي
- حكمت العزاوي، التجارة الخارجية السابق وقبلها وزير الاقتصاد
- محمد عايش حمد

## قائمة الوزراء للفترة 15 تشرين الأول 1977– 16 تموز 1979
| الوزارة                           | الوزير                          | الملاحظات |
| --------------------------------- | ------------------------------- | --- |
| رئيس الوزراء                      | أحمد حسن البكر                  | رئيس الجمهورية |
| وزير الدفاع                       | عدنان خير الله                  | خلفا لرئيس الجمهورية أحمد حسن البكر |
| وزير الداخلية                     | عزة إبراهيم                     | مستمر في منصبه |
| وزير الخارجية                     | سعدون حمادي                     | مستمر في منصبه |
| وزير المالية                      | فوزي عبد الله القيسي            | مستمر في منصبه |
| وزير العدل                        | منذر الشاوي                     | مستمر في منصبه |
| وزير التربية                      | محمد محجوب الدوري               | مستمر في منصبه |
| وزير التعليم العالي والبحث العلمي | محمد صادق المشاط                | استمر في منصبه حتى 13 شباط 1978، حيث شغل المنصب وزير التخطيط عدنان حسين الحمداني بالوكالة لحين تعيين عصام عبد علي في نيسان 1978                                                                              |
| وزير العمل والشؤون الاجتماعية     | بابكر محمود رسول البشدري        | مستمر في منصبه |
| وزير الصحة                        | رياض إبراهيم                    | مستمر في منصبه |
| وزير الإعلام                      | سعد قاسم حمودي                  | خلفا لطارق عزيز |
| وزير الثقافة والفنون              | سعد قاسم حمودي                  | استحدث المنصب وشغله بالوكالة، لحين تعيين كريم محمود شنتاف بالمنصب في 12 تشرين الثاني 1977 |
| وزير المواصلات                    | سعدون غيدان                     | استمر في منصبه ثم شغل منصب وزير النقل والمواصلات ابتداء من أيار 1978. |
| وزير النقل                        | عزيز رشيد عقراوي                | استمر في منصبه بالوكالة منذ 22 حزيران 1977 عندما حل محل الوزير السابق عبد الستار طاهر شريف، ثم شغل مكرم الطالباني المنصب للفترة من 12 تشرين الثاني 1977 حتى أيار 1978. دمجت بعدها الوزارة مع وزارة المواصلات |
| وزير الزراعة والإصلاح الزراعي     | لطيف نصيف جاسم الدليمي          | مستمر في منصبه |
| وزير الري                         | مكرم الطالباني                  | استمر في المنصب حتى 12 تشرين الثاني 1977، حيث عين عبد الوهاب محمود عبد الله الصباغ في المنصب |
| وزير الأشغال العامة والإسكان      | طه ياسين رمضان                  | مستمر في منصبه |
| وزير التخطيط                      | عدنان حسين الحمداني             | مستمر في منصبه |
| التجارة                           |                                 | مستمر في منصبه |
| وزير الصناعة                      | ناجح محمد خليل الراوي           | استمر في منصبه حتى 13 شباط 1978، عين بعدها محمد عايش حمد في المنصب |
| وزير النفط                        | تايه عبد الكريم                 | مستمر في منصبه |
| وزير الشباب                       | كريم محمود حسين الملا           | مستمر في منصبه |
| وزير الأوقاف                      | أحمد عبد الستار الجواري         | مستمر في منصبه |
| وزير دولة                         | عزيز رشيد عقراوي                | شغل منصب وزير النقل بالوكالة للفترة 22 حزيران 1977 حتى 12 تشرين الثاني 1977، ثم استمر في منصب وزير الدولة |
| وزير دولة                         | عبد الله إسماعيل أحمد عقراوي    | مستمر في منصبه |
| وزير دولة                         | عامر عبد الله العاني            | استمر في المنصب حتى أقيل في 25 نيسان 1978 |
| وزير دولة                         | عبيد الله مصطفى البارزاني       | مستمر في منصبه |
| وزير دولة                         | هاشم حسن عقراوي                 | شغل المنصب في 12 تشرين الثاني 1977 |
| وزير دولة للشؤون الكردية          | برهان الدين عبد الرحمن التكريتي | استمر في المنصب حتى 13 شباط 1978، شغل المنصب بعده خالد عبد عثمان الكبيسي |
| وزير دولة للشؤون الخارجية         | حامد علوان الجبوري              | مستمر في منصبه |
| مكتب الشؤون الاقتصادية            | عبد العال الصكبان               | مستشار بدرجة وزير استقال من منصبه وشغل المنصب بعده حكمت العزاوي |